# ツンドラ気候
|   |        |     |     |     |     |    |     |     |     |     |     |     |     |     |     |     |     |     |
|   |        | fa  | fb  | fc  | fd  | m  | wa  | wb  | wc  | wd  | sa  | sb  | sc  | sd  |     |     |     |     |
| E | 寒帯   |     |     |     |     |    |     |     |     |     |     |     |     |     | ET  | ET  | EF  | EF  |
| D | 亜寒帯 | Dfa | Dfb | Dfc | Dfd |    | Dwa | Dwb | Dwc | Dwd | Dsa | Dsb | Dsc | Dsd |     |     |     |     |
| C | 温帯   | Cfa | Cfb | Cfc |     |    | Cwa | Cwb | Cwc |     | Csa | Csb | Csc |     |     |     |     |     |
| B | 乾燥帯 |     |     |     |     |    |     |     |     |     |     |     |     |     | BSh | BSk | BWh | BWk |
| A | 熱帯   | Af  | Af  |     |     | Am | Aw  | Aw  |     |     | As  | As  |     |     |     |     |     |     |

ツンドラ気候（ツンドラきこう）とは、ケッペンの気候区分における気候区のひとつで寒帯に属する。記号はETで、Eは寒帯、Tはツンドラ（Tundra）を意味する。
ツンドラとは本来、サーミ語・ウラル地方の言語で「木がない土地」を意味する。気候が森林の生育に不適格なため樹木が生長せず、永久凍土が広がっていることが多い。

## 条件
最暖月平均気温が0℃以上10℃未満。最寒月平均気温及び降水量についての条件はない。そのため「寒帯」という語から受け得る印象とは裏腹に、厳密には「夏でも暖かくならない地域」であって、必ずしも「冬に大変寒くなる地域」ではなく、各月の平均気温が1年中9℃であっても定義上は該当する。そのため、年較差の小さい赤道付近の高山では、これに近い形でツンドラ気候の条件を満たす場所が存在する。また、高緯度の低地であっても、フエゴ島等、海洋性気候であるがために年較差が小さく、亜寒帯の要件の1つである「最寒月平均気温が氷点下3℃未満」を満たさずして、最暖月平均気温が10℃以上か未満かで温帯（西岸海洋性気候）と寒帯とに分かれ、この気候区の条件を満たす地点が存在する。

## 特徴

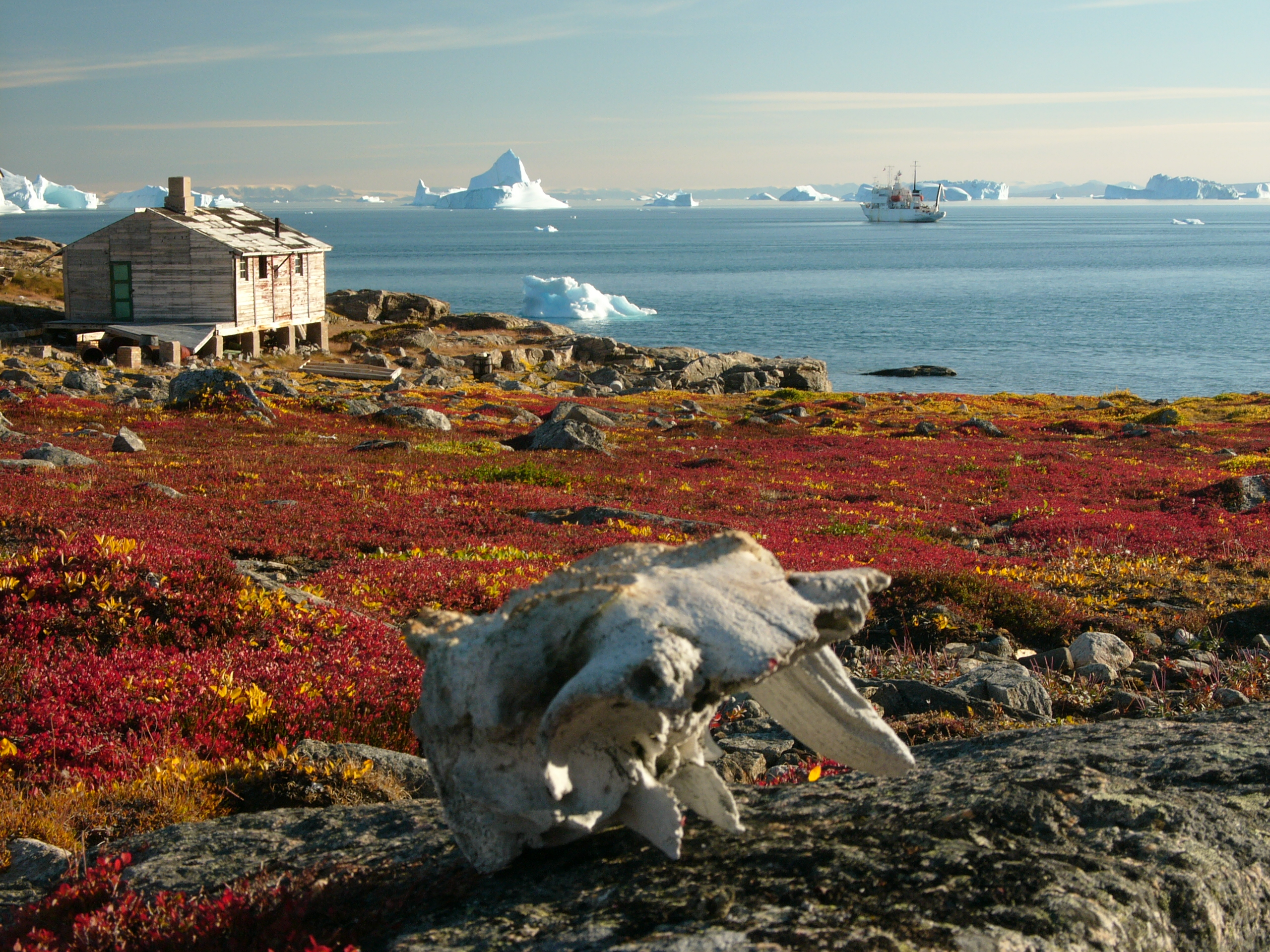
グリーンランドのツンドラ。夏季のため地表部に植物が生えている（2007年8月）

主に北半球の大陸北部及びグリーンランド周辺に分布し一年のほとんどは氷雪に覆われているが夏には永久凍土がとけ、ツンドラと呼ばれる蘚苔類（せんたいるい）や地衣類などの植物により、ごくわずかではあるが覆われる。少数のイヌイット（北米）、サーミ人（北欧）などが生活を行っておりトナカイの遊牧が盛んである。

## 分布

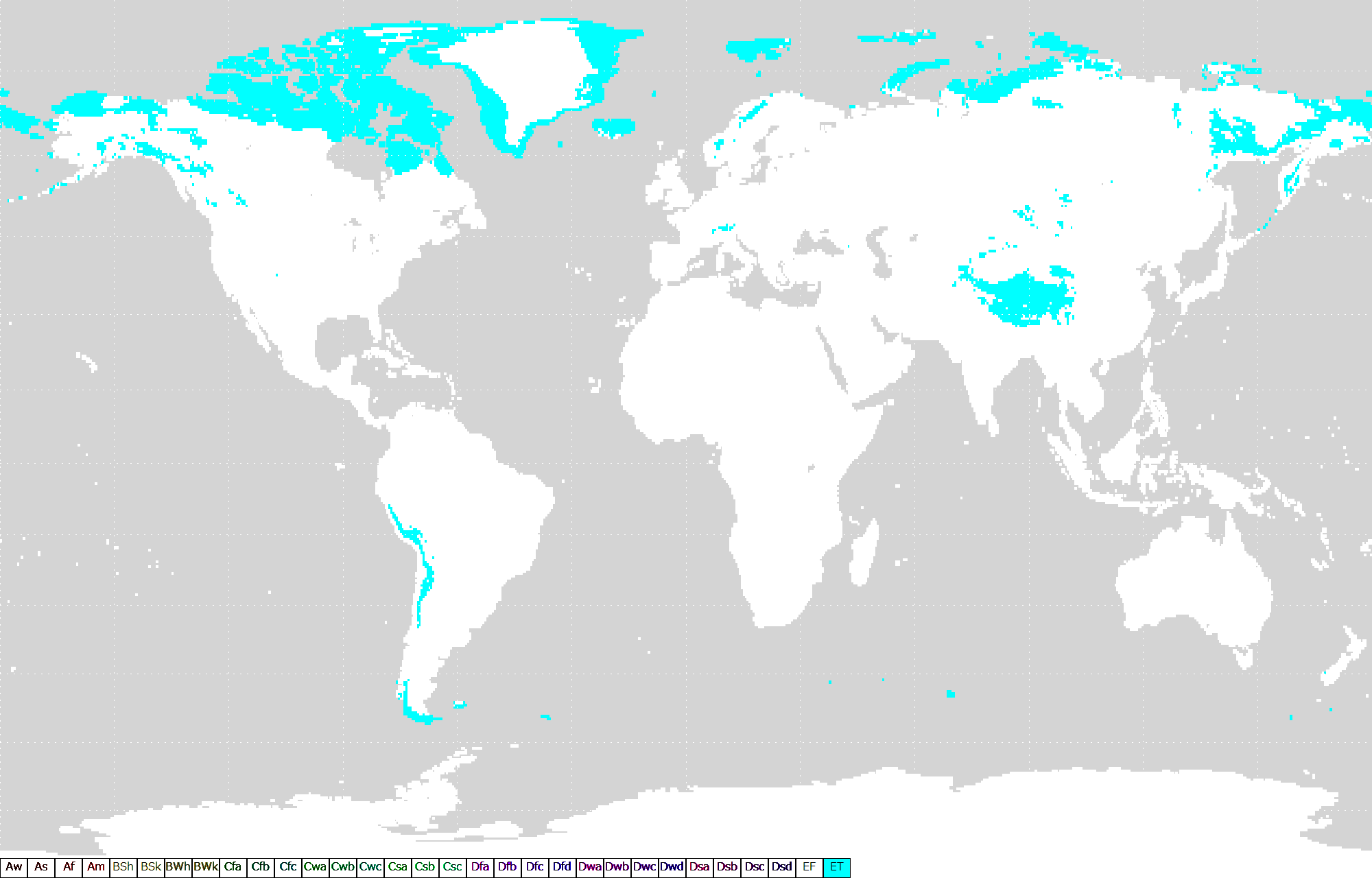
ツンドラ気候（ET）の世界的な分布

北アメリカ大陸やユーラシア大陸の北極海沿岸、グリーンランド南部などの北極海沿岸、アイスランド北部、チリの最南部（フェゴ島）、インド洋南部のケルゲレン諸島、南極半島など。またチベット高原・アンデス山脈・富士山頂などもこの気候に属するが、高山気候を定義する場合は高山気候に属する。

### 日本での分布地域
日本では富士山を始め、大雪山・飛騨山脈などに位置する高山の山頂付近が該当する。気象庁の観測地点で、ツンドラ気候に属するのは富士山頂のみである。
ツンドラ気候に属する観測地点が存在するのは以下の市町村である。（かっこ書きは気象庁・アメダスの設置点）：
- 静岡県、山梨県
  - 境界未定地[3]（富士山）

### 典型的な都市
人間の居住が困難なため、基本的にこの気候区の地域は人口が希薄で大都市は発達しておらず、人口数千人規模の都市・村落が多い。例外的に、アンデス山脈の低緯度地帯では、最暖月平均気温は10度を割るものの、最寒月でも氷点下にならないため、典型的なツンドラ気候の地域に比べ都市が発達している。
- ヌーク（グリーンランド、人口約2万人）
- アナディリ（ロシア、人口約1万1000人、Dfcに分類することもある）
- ウトキアグヴィク（バロー）[4][5]（アメリカ合衆国アラスカ州）
- ディクソン（ロシア）[4][5]
- イカルイト（カナダ）
- エル・アルト（ボリビア、人口約90万3千人、Cwcに分類することもある） - アンデス山脈の低緯度地帯にある都市。
- ウシュアイア（アルゼンチン、人口約6万4000人、Cfcに分類することもある） - フエゴ島にある都市。前述の通り海洋性気候であり、最寒月でも氷点下にならず、樹木も生育しているなど、やはり典型的なツンドラ気候とは異なる。植生面では亜寒帯気候（亜寒帯（冷帯）のうち夏でも冷涼な地域の気候）に近い。

### 主な観測基地
- ベリングスハウゼン基地（キングジョージ島）
- エスペランサ基地（南極半島）

## 気候特性
極高圧帯の影響で降水量（積雪）は少ないが、春と秋には若干の降水がある。冬の間はEF（氷雪気候）より寒冷となる地域もある。またアイスランド北部、アンデス山脈、フエゴ島、ケルゲレン諸島等最寒月平均気温が-3℃以下に下がらないが最暖月平均気温が10℃に達する月がないためこの気候に分布される地域も存在する。極地の場合は白夜と極夜となる。

## 生態系
一年の半分以上は氷雪に覆われているが、短い夏の間だけ永久凍土の表面が解けて地衣類や蘚苔類が生育する「ツンドラ」と呼ばれる植物帯がひろがる。地衣類や蘚苔類、草本類などの生育が見られる事から氷雪気候の地域に比べて生態系は多様である。キツネやクマなどの哺乳類や鳥類、昆虫など寒地に適合した生物が定住している。

## 気候変動による影響
地球温暖化により、分布域は高緯度あるいは標高が高い場所に向かって移動すると予想される。平年値が上昇して、最暖月の平均気温が10.0℃以上になれば、定義上は温帯や亜寒帯に変わることになる。長期的には、植生が変化して、生態系への影響が懸念されている。また、以前は氷雪気候に属していた場所が、ツンドラ気候に変わることもありえる。

## 土壌
地中には永久凍土、永久凍土層の上に強い酸性のツンドラ土が見られる。

## 産業・その他
- 農業には全く適しておらず、トナカイなどの遊牧、狩猟・海洋漁業と鉱業のみに適する。
- カナダ原産の犬であるラブラドール・レトリバーはラブラドール半島北部で魚網やそこからこぼれた魚の回収を業としていた。
- シベリアン・ハスキーやアラスカン・マラミュート、サモエドはこの気候帯に暮らす民族にかわれていた犬がルーツである。